# Halictidae

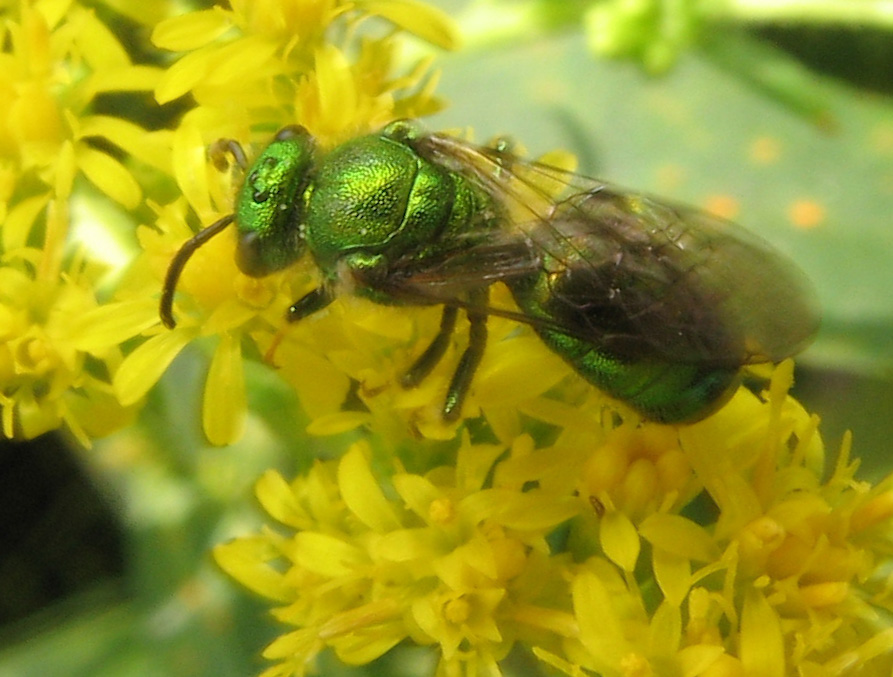
Augochloropsis metallica macho

Los halíctidos (Halictidae) son una familia de himenópteros apócritos de la superfamilia Apoidea; es un gran familia cosmopolita en la que la mayoría de las especies son solitarias, unas pocas son semisociales y algunas incluso eusociales. Algunas son de colores verdes metálicos brillantes otras son de color oscuro. Miden entre 4 y 10 milímetros de largo. Las hembras tienen órganos colectores de polen en las patas posteriores, llamados escopas, abundantes pelos largos que sirven para retener el polen. La familia es cosmopolita.
Las crías se alimentan exclusivamente de polen y néctar; por eso las abejas halíctidas son importantes polinizadores. La mayoría colecciona polen de diversas especies de flores (polilécticas).
Algunas son atraídas por el sudor y por eso en algunas lenguas se las llama «abejas del sudor» (por ejemplo, en francés: abeilles de la sueur, o, en inglés: sweat bees).

## Ecología
La mayoría hacen sus nidos en el suelo, construyendo un túnel principal, vertical y otros laterales. En cada uno de los laterales construyen una celdilla y depositan una masa de polen y un huevo. Unas pocas (Augochlora pura) hacen su nido bajo la corteza podrida de troncos viejos. 

### Especies eusociales
Muchas especies comparten el nido y tienen castas. Son llamadas eusociales, otras tienen un nivel menor de socialidad; Lasioglossum malachurum y Halictus rubicundus tienen reina y casta de obreras bien definidas, aunque en algunos linajes estas castas son facultativas. En ciertas especies no hay una división bien definida de las castas y son consideradas primitivamente eusociales, como en Lasioglossum zephyrum. Otro ejemplo de eusocialidad primitiva es la de Halictus ligatus en la cual el comportamiento agresivo es importante en el establecimiento de jerarquías en la organización social dentro de la colonia. Especies de abejas primitivamente eusociales, tales como estas dan información sobre la evolución temprana de la eusocialdad. Halictus sexcinctus que presenta organizaciones, comunales, sociales y eusociales da información sobre la reversión de la eusocialidad. Los datos filogenéticos de esta especie sugieren que la estrategia comunal sirve como una etapa de transición entre la eusocialidad y un regreso a la vida solitaria.

### Especies parasíticas
Varios géneros son cleptoparásitos. Es decir que ponen sus huevos en los nidos de otras especies de la misma familia. No construyen nidos o cuidan sus propias crías. Carecen de escopas y son menos velludas que la mayoría de las abejas. Esto les da un aspecto superficialmente similar al de algunas avispas. las más comunes y mejor conocidas son las del género Sphecodes.

### Especies nocturnas
Es una de cuatro familias con especies nocturnas. Tales especies son activas al amanecer (crepusculares) o al atardecer (vespertinas). Generalmente tales especies tienen grandes ocelos. Las otras familias con especies nocturnas son Andrenidae, Colletidae y Apidae. 

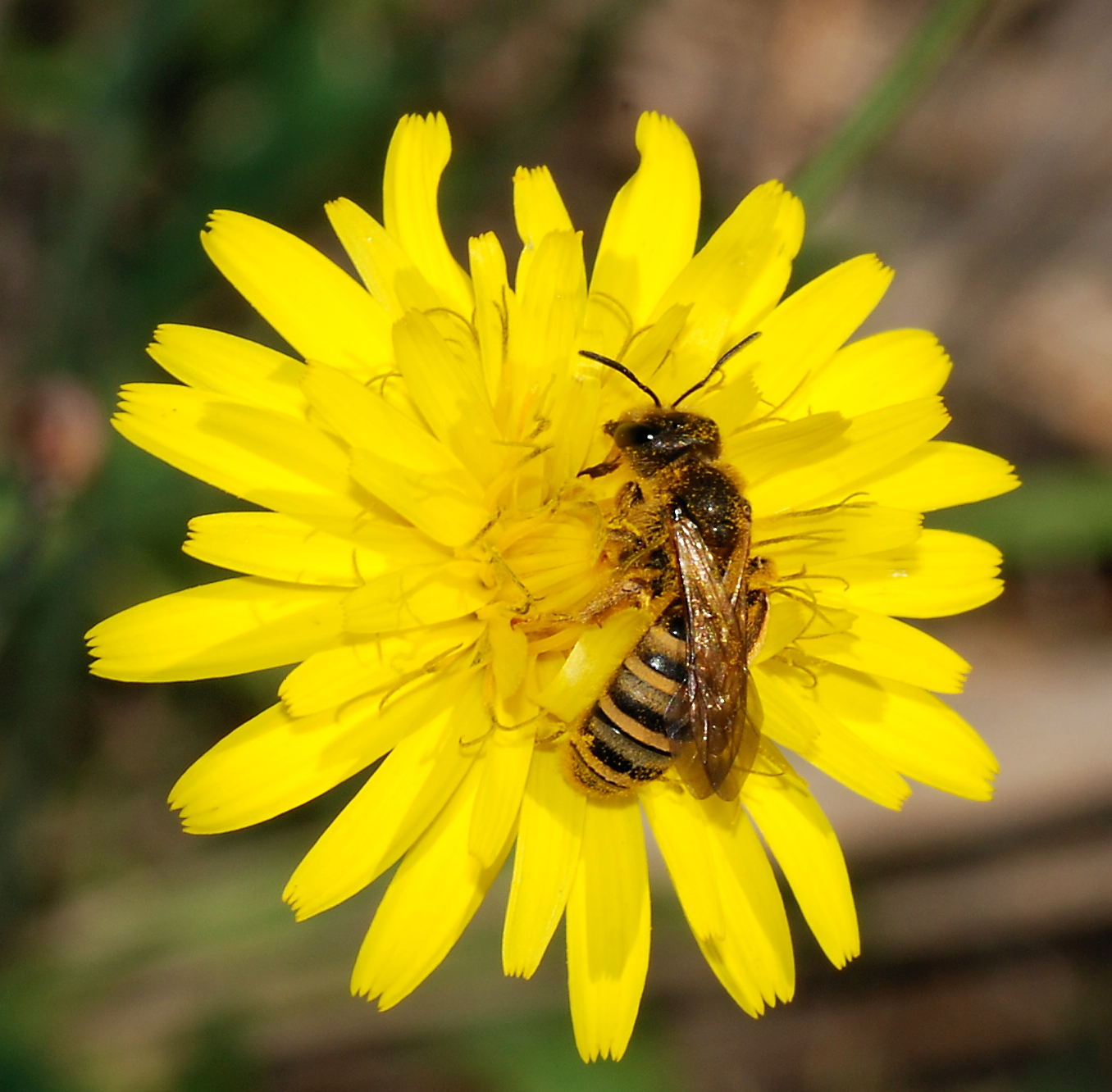
Halictus sp.

## Especies de importancia económica
Algunas especies contribuyen a la polinización de cosechas, entre ellas la abeja de la alfalfa (Nomia melanderi) que poliniza la alfalfa, Lasioglossum vierecki y Lasioglossum leucozonium.

## Evolución
Los fósiles más antiguos  son del Eoceno con un número de especies tales como Neocorynura electra y Augochlora leptoloba encontrado en depósitos de ámbar.

## Taxonomía
Comprende cuatro subfamilias con más de 4.300 especies identificadas en alrededor de 80 géneros en 5 tribus.
- Nomiinae, un gran grupo de los trópicos del Viejo Mundo y de la región mediterránea. Los machos tienen las patas posteriores muy modificadas. La mayoría son solitarias y unas pocas son primitivamente sociales.

- Nomioidinae

- Halictinae, son las llamadas abejas del sudor porque se sienten atraídas por la transpiración, posiblemente por las sales de esta. De distribución mundial.

- Rophitinae es el grupo hermano de las otras tres subfamilias.

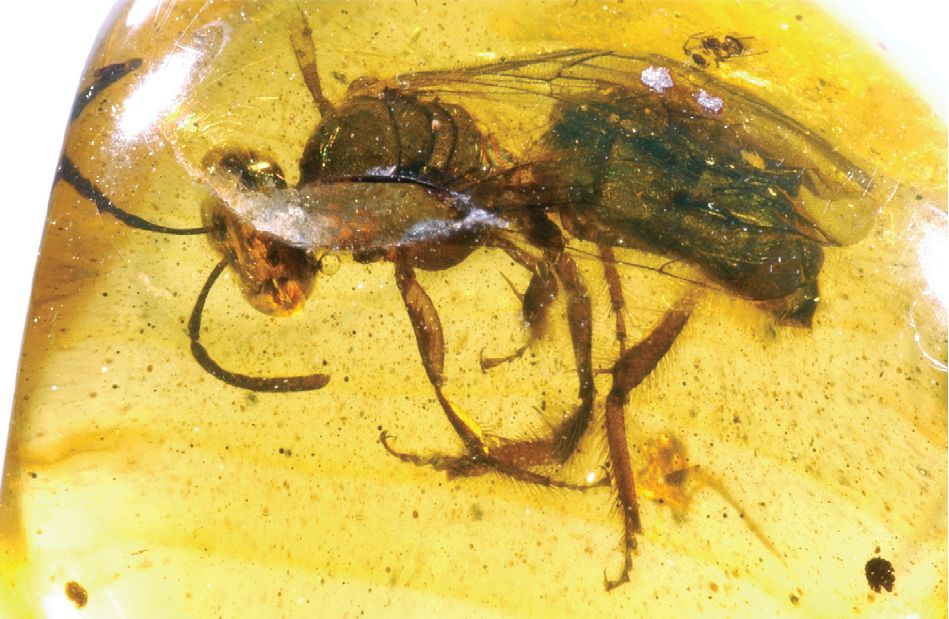
Oligochlora semirugosa hembra en ámbar dominicano

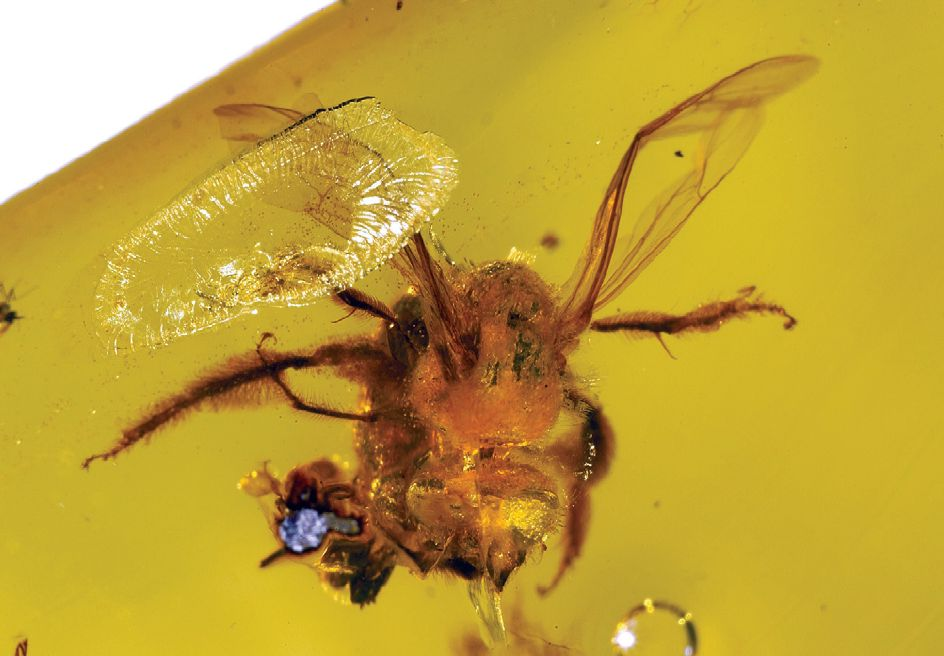
Nesagapostemon moronei hembra en ámbar dominicano

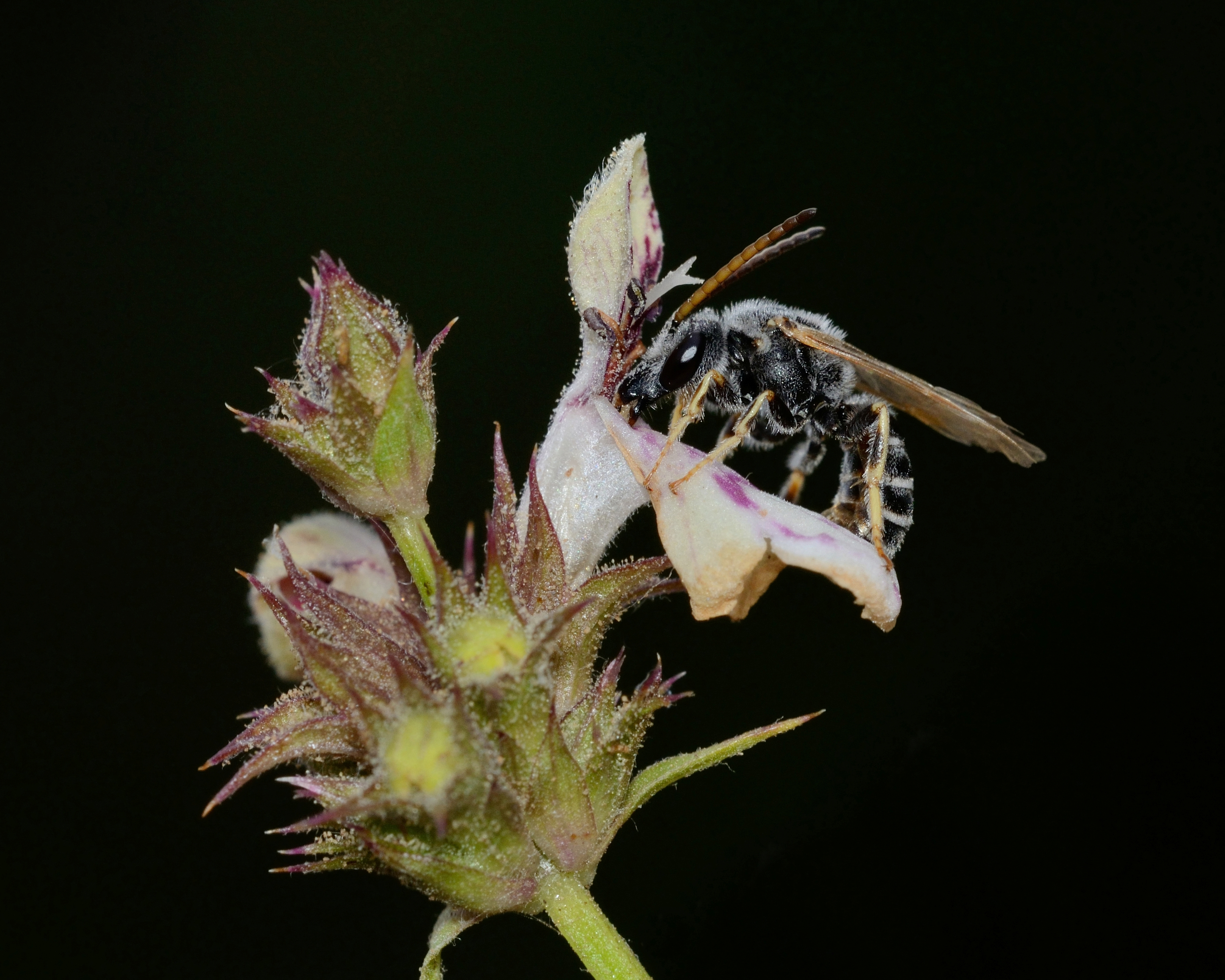
Thrincohalictus prognathus macho

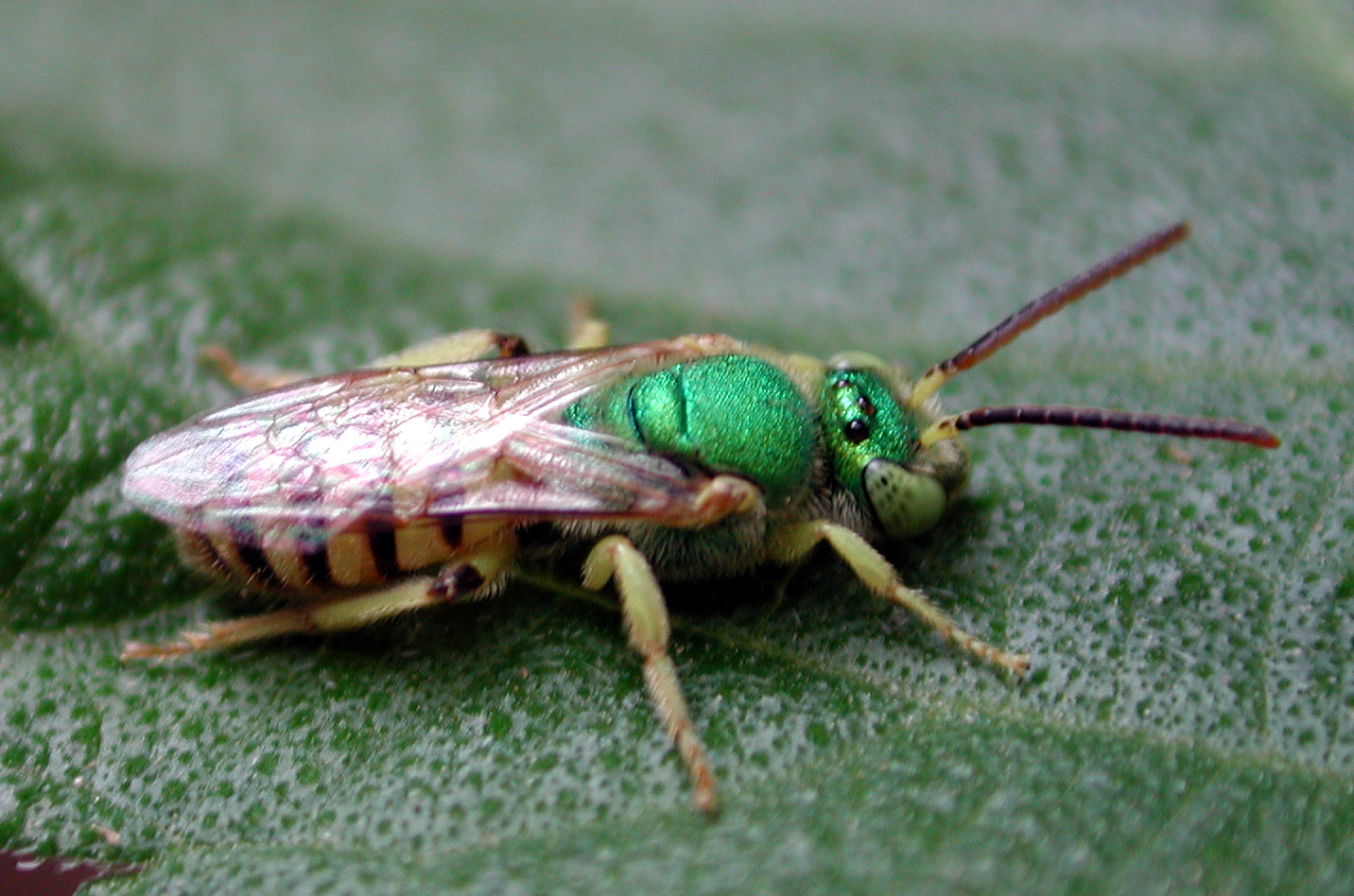
Agapostemon texanus macho

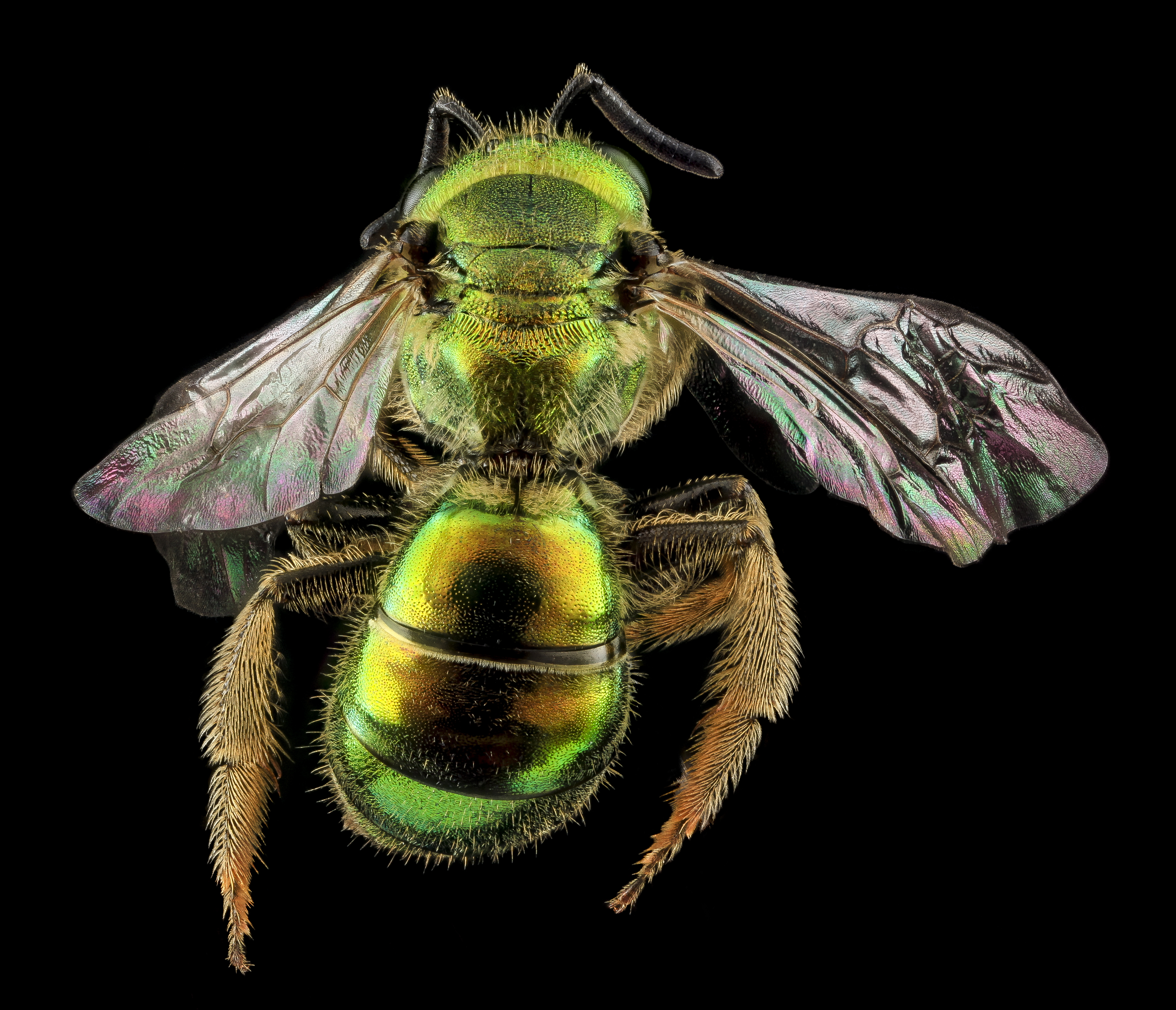
Augochlorella aurata

Rophitinae:
- Ceblurgus
- Conanthalictus
- Dufourea
- Goeletapis
- Micralictoides
- Morawitzella
- Morawitzia
- Penapis
- Protodufourea
- Rophites
- Sphecodosoma
- Systropha
- Xeralictus

Nomiinae:
- Dieunomia
- Halictonomia
- Lipotriches
- Mellitidia
- Nomia
- Pseudapis
- Ptilonomia
- Reepenia
- Spatunomia
- Sphegocephala
- Steganomus

Nomioidinae:
- Cellariella
- Ceylalictus
- Nomioides

Halictinae:
- Tribu Halictini
  - Agapostemon
  - Caenohalictus
  - Dinagapostemon
  - Echthralictus
  - Eupetersia
  - Glossodialictus
  - Habralictus
  - Halictus
  - Homalictus
  - Lasioglossum
  - Mexalictus
  - Microsphecodes
  - Nesosphecodes
  - Paragapostemon
  - Parathrincostoma
  - Patellapis
  - Pseudagapostemon
  - Ptilocleptis
  - Rhinetula
  - Ruizantheda
  - Sphecodes
  - Thrincohalictus
  - Thrinchostoma
  - Urohalictus

- Tribu Augochlorini
  - Andinaugochlora
  - Ariphanarthra
  - Augochlora
  - Augochlorella
  - Augochlorodes
  - Augochloropsis
  - Caenaugochlora
  - Chlerogas
  - Chlerogella
  - Chlerogelloides
  - Corynura
  - Halictillus
  - Ischnomelissa
    - Ischnomelissa rasmusseni

  - Megalopta
  - Megaloptidia
  - Megaloptilla
  - Megommation
  - Micrommation
  - Neocorynura
  - Paroxystoglossa
  - Pseudaugochlora
  - Rhectomia
  - Rhinocorynura
  - Temnosoma
  - Thectochlora
  - Xenochlora
- Tribu indeterminada
  - †Eickwortapis
  - †Nesagapostemon
  - †Oligochlora